# Луганське (селище)
Луга́нське — селище Світлодарської міської громади Бахмутського району Донецької області, Україна. Відстань до райцентру становить близько 30 км і проходить автошляхом E40М03.

## Назва та адміністративне підпорядкування
Назва селища походить від річки Лугань.
З 1765 року — П'ятнадцята рота
З 1885 року — село Луганське Бахмутського повіту Катеринаславської губернії
З 1920 року — село Луганське Бахмутського повіту Донецької губернії УССР
З 1923  року — село Луганське Горлівського (Єнакієвського) району Бахмутського (Артемівського) округу УССР
З 1932 року — село Луганське Артемівського району Сталінської області
З 1938 року — село Луганське отримує статус — селище міського типу (смт)
З 1961 року — смт. Луганське Артемівського району Донецької області УССР
З 1991 року — смт. Луганське Артемівського району Донецької області Україна
З 2016 року — смт. Луганське Бахмутського району Донецької області Україна
З 2024 року — селище Луганське Бахмутського району Донецької області Україна

## Географія
Селище розташоване в північно-східній частині Донецької області, на плато Донецького кряжу, в 30 км на південий-схід від районного центру м. Бахмут, межує з центром територіальної громади — м. Світлодарськ та селищем Миронівський. Відстань від найближчих залізничних станцій: ст. Роти — 9 км, ст. Дебальцево — 18 км.
Більша частина селища знаходиться на правому, пологому березі річки Лугань та водосховища Миронівської ТЕС (штучно утворене на гирлі р. Лугань). Лівий берег річки Лугань — високий та кам'янистий. Через селище також протікають праві притоки річки Лугань — річка Скельовата та річка Карапулька.
Через селище проходить частина автошляху М03 та Е40.

### Грунти
Неоднорідні, переважно ерозований чернозем з різним шаром гумуса

## Археологія

### Геологічна пам'ятка природи місцевого значення «Відслонення авілівської свити в селі Скельове»
Біля села Скельове (сучасна адміністративна територія селища Луганське) виявлено оголення авілівської свити — велике скупчення коралів та оголення мілкозернистого пісчанику з відбитками стебел рослин та морських черепашок. Вважається що цей пісчаник утворився 550 мільйонів років тому в чистих водах неглибокого моря яке існувало в тих місцях. На його місці утворилася замкнута лагуна з підвищеною солоністю води, через це корали вимерли та були поховані у вапняковому мулі. Географічні координати — 48°25′24.5″ пн. ш. 38°19′03.0″ сх. д. / 48.423472° пн. ш. 38.317500° сх. д.

### Археологічні експедиції
Поблизу селища Луганське при розкопках так званої Стриженої могили, археологічна експедиція Донецького університету виявила потрійне поховання доби передскіфських часів (IX—VIII ст до н. е.). Свідченням перебування на цій території кочових племен у IX—XIII ст. є також кам'яні баби.

## Історія
Територія селища заселена здавна, про що свідчать виявлені могильники епохи енеоліту, катакомбної і зрубної культур, кам'яні баби.

### Період Запорізької Січі
З XV—XVI століття дані території починають заселяти козаки, які потім формують Військо Запорізьке Низове. Ділянки степу та річок козаками використовувалися для «куренів та зимівників», скотарства та землеробства, мисливства, бджільництва та рибальства. Усі родючі землі Бахмутського повіту за часів існування Січі складали «старожитні запорізькі займища». Деякі займища поблизу відомих та секретних доріг слугували станціями та пристанями мандрівникам та пловцям із Запоріжжя або ж були укріпленими засадами (редутами).
У селі Скельове або урочищі Скельовате (сучасна адміністративна територія селища Луганське) з давніх часів в цьому захищеному від вітрів місці знаходилося козацьке поселення. Запорозькі зимівники при Скелеватій балці згадуються з 1690 року
Село Луганське — одне з найдавніших поселень колишнього Бахмутського повіту, в ньому ще в 1701 році було побудовано фортецю. Очевидно, що це укріплення було збудовано з метою охорони переправи а потім мосту через річку Лугань. Міст цей, згаданий ще в 50-х роках XVIII ст. можна вважати найстарішим із відомих у цьому краї. Це вказує на стратегічне значення місцевості і дороги, яка проходила через Лугань по мосту. А без мосту переправлятися через річку на цій дорозі було б незручно, бо береги похилі. В описі Катеринославської губернії початку 20-х рр. XIX ст. про цей відрізок Великої і Поштової дороги з Катеринослава в Новочеркаськ сказано наступне:
|  | От г. Бахмута до с. Луганского 24 версты (где и почтовая етапний). Дорога, пролегая чрез Постоялой двор, находящийся в 12 верстах, перерезана: в городе р. Бачмут, коей берега в сем месте доволь но возвышены, а строящийся деревянной мост чрез реку сию может служить для переправы тягостей во всякое время года. При постоялом дворе небольшим оврагом, через который построен хороший мост и в с. Луганском р. Луганыо, к которой спуск в селе сем довольно крут и мост чрез оную довольно хорош. |

В 1712 році після підписання Прутського мирного договору, який фіксував поразку Російської імперії від Османської імперії, перша залишала фортеці Азов та Таганрог, формується опорний пункт в Бахмуті, куди були переведені війська із залишених фортець. Бахмутський «великий шлях» (через с. Луганське, область Війська Донського, с. Ряжене Ростовського повіту) став головним шляхом сполучення с Черкаським ретраншиментом при річці Аксай та взагалі зі всім азовським узбережжям.
До початку 2-ї половини XVIII століття населення Бахмутської провінції складалось з «старожилів запоріжців бахмутських поселенців та українських виходців-козаків»

### Відкриття покладів кам'яного вугілля в с. Скелеватому
В балці Скелеватій (сучасна адміністративна територія селища Луганське) у 1721 році Микита Вепрейський і Семен Чирков знайшли кам'яне вугілля, зразки якого послали до Петербургу. Це в свою чергу стало поштовхом для виникнення та розвитку вуглевидобутку на Донбасі.
Відстань від Бахмута до Скелеватої балки у 25 верст команда офіційних першовідкривачів вугілля подолала за 3 години. Це означає, що їхали цілеспрямовано, знаючи куди і за чим ідуть. Цей факт дає підстави дослідникам вважать, що запорозькі козаки у зимівниках давно вже користувалися вугіллям, та можливо його використовували для солеваріння та в ковальскій справі
Точне місце перших шахт в ділянці села Скельове не відоме. В радянський період, старожили колгоспа «Жовтень» вказували, що шахта знаходилася серед старих місць видобутку каменя-пісчаника. При будівництві гаражу в  колгоспі «Калініна» була знайдена глибока 6-ти метрова яма, засипана золою та вугільною сажею — можливо також залишки однієї з вугільних шахт.
Геологи  треста «Донбасгеологія», які досліджували балку Скельову, дають таку характеристику існувавшій шахті: «вірогідно це була нахилина або горизонтальна штольня глибиною до 50 метрів та товщиною пласта 40-45 см. Добувалося в ній газове вугілля низької якості — виветрене та окислене водою".
Станом на кінець 19 сторіччя, видобуток вугілля в селі Луганському вівся селянами кустарним способом для опалення та на продаж, існувало 8 артельних шахт, глибиною до 4-5 саженів (приблизно 8,5-10,5 м). Щорічно добувалося до 20 тис. пудів вугілля (приблизно 320 тон).

### Колонізація Російською імперією 1750—1800 роки
З 1753 року по 1755 рік за розпорядженням імператриці Єлизавети до Бахмутського повіту прибули партії іноземців під керівництвом Івана Шевича та Райко Прерадовича (де-Прерадовича): сербів, молдован, валахів, венгерців та ін. Офіційна причина переселення була в проханні православних підданих Австрійської Імперії прийняти їх в підданство Російської імперії та надати ім землі для поселення. Переселенці утворили військові поселення, які були розділені на полки та роти та названі Слов'яносербією. Друга рота полка Прерадовича розмістилася на території села Луганське на річці Лугані.. Однак, значна частина поселенців загинула через хвороби, які пов'язували зі переміною клімату (сильні морози, хуртовини), з водою, тісні квартири або взагалі відсутності нормального житла. В 1768 році багато поселенців загинили під час набігу кримських та нагайських татар на Бахмутську провінцію.
Через малу чисельність у 1764 році обидва полки були об'єднані в один, який отримав назву Бахмутського гусарського із загальною нумерацією рот, яких було всього 16. В 1765 році до складу полку увійшов Молдавський гусарський полк. Значилися: в полку Депрерадовича — 15 і 16-а роти — шанця Луганського (з 1885 р. — с. Луганське)
Незважаючи на сумні результати попередньої спроби колонізації території Бахмутського повіту, уряд Російської імперії, не покладав спроб заселити край молдованами, валахами та сербами. Повторна спроба переселення тривала приблизно до 1772 року, переселення проводилися також і в село Луганське. Однак, урядом, на відміну від першої спроби переселення, на себе не взяті значні обов'язки, надавалась лише допомога на період шляху та поселення на правах казенних селян.
На думку дослідників переселення, іноземців на ці території, урядом Російської імперії, було не лише з турботи про охорону рубежів Російської імперії, а також бажанням тримати під контролем "своевольных запорожцев" силами відданих імперії людей, а в подальшому при підтримці переселенців — ліквідувати на українській землі небезпечний осередок козачої вольності.
У 1764 році Слов'яносербію, як і Нову Сербію, було ліквідовано та уведено до складу Новоросійської губернії. Утім, свою місію вони виконали — потіснили запорожців, просунули регулярні війська у південному напрямку та сприяли заселенню краю, тобто посилили вплив Росії вздовж нових південних кордонів. 11 червня 1764 року указом Катерини II до щойно створеної Новоросійської губернії приєднали Слов'яносербію та Бахмутський козачий полк. Малочисельні полки Шевича і Депрерадовича злилися в один Бахмутський гусарський полк, а створений ще в 1748 р. Бахмутський козачий полк перейменували в Луганський пікінерський.
Подальші зміни в дислокації рот Бахмутського гусарського полку і в заселенні території зафіксовано у складеному в листопаді 1765 року документі —»План Бахмутского городового уезду с показаниями поселення гусарских рот". Недалеко від місця, де р. Скельовата впадає в Лугань, стояла 15 рота

### Період 1800—1917 роки
У 1840-х роках. до державних поселень Бахмутського повіту було приписано велику партію поляків-чиншовиків. Ті з них, хто був ще живий на момент складення земських статистичних відомостей у середині 1880-х рр., розповідали, що вони були зібрані з різних кінців Польщі та до 1844 року жили на «землі князя Веденштейна» (Вітгенштейна) та інших землевласників Одеського повіту. Поляки, які в 1844 р. були поселені в с. Луганському, говорили в той же час, що вони є вихідцями з Каменець-Подільської губернії. На час складення відомостей 1886 р. більшість з нащадків переселенців мешкали бідно, «внаслідок незвички до землеробської праці», деякі займалися ремеслами. Відбувалося переселення до сіл Бахмутського повіту також після повстання 1830-31рр. та повстання 1863-64рр. З'являлося багато десятків польських родин, як таких, що «брали участь у заколотах». У 1885 р. поляків у повіті налічувалося 1390 осіб.
15 вересня 1812 року приходське училище відкрилося в селі Луганське. У ньому навчалося 25 хлопчиків.
В 1843 році міністерством державного майна відкрита сільська початкова школа.

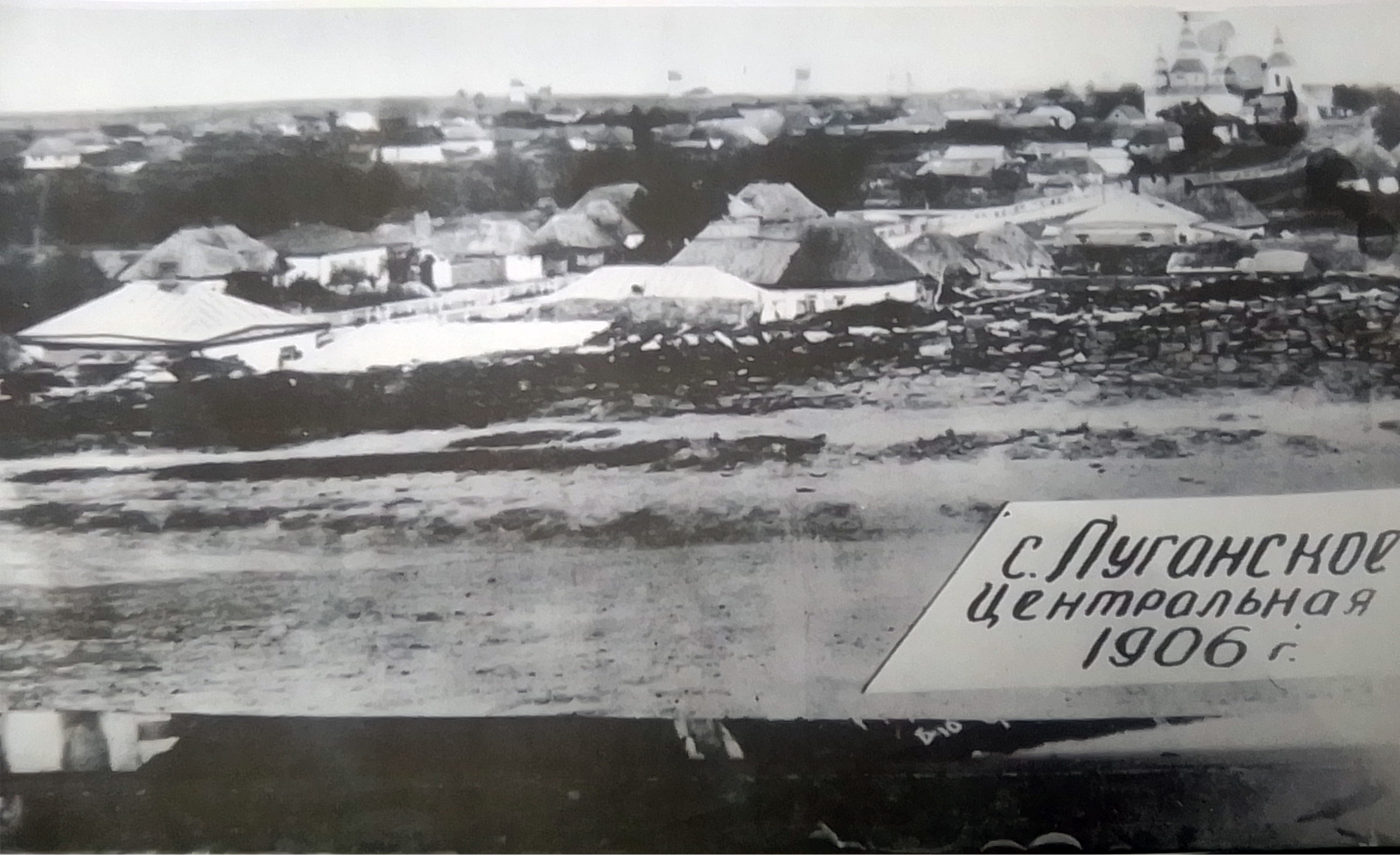
Село Луганське Бахмутського повіту 1906 рік, вул. Центральна. В правій частині фото — Миколаївська церква (повністю зруйнована в 1920-30 рр.). На обрію — 3 будівлі млинів.

За даними 1859 року Луганське, державне село над річкою Лугань, 649 подвір'їв, 4636 осіб, православна церква, училище, поштова станція, 3 ярмарки.
В 1883—1884 році відкрито училище (2-ге жіноче?).
У 1862 відкрито школу для хлопців, 1883 — для дівчат, 1898 — однокласне церковне-парафіяльне училище
Луганське чоловіче училище. З 1882 року вчителем училища була Неоніла Болгарська, яка закінчила Одеське єпархіальне училище, її оклад становив 170 руб. У 1886—1887 роках в училищі викладав Гайовий Лука Микитович. З 1888 року помічником працювала Ганна Осадча, яка закінчила Петербурзький і Миколаївський інститут. Опікуном училища з 1889 року став Іван Левченко, який був вихідцем із селян, освіту здобув, навчаючись дома. З 1893 року в училищі викладав священник Костянтин Хмельницький, який закінчив Катеринославську духовну семінарію, його оклад становив 40 рублів.
Луганське жіноче училище. Опікуном училища з 1892 року був Григорій Портанський, який був вихідцем із селян, отримав домашню освіту. З 1895 року в училищі викладали священник К. Хмельницький, вчитель Неоніла Олексіївна Воскобойнікова, яка закінчила Катеринославське єпархіальне училище, її оклад становив 145 рублів.
Станом на 1886 рік, в селі Луганському 2 види каменоломень: одні, де добувають червоні бруски та точила; другі — добувають сірі плити, ступені, катки. Каменоломні були розташовані по балках вздовж ріки Лугані до 8 верст (дещо більше 8 км). Місця видобутку каменю носили «захватний» характер — хто, де зайняв ділянки, там і проводить видобуток. Видобуток каміння проводився також і на продаж, з відповідною платою мита. Створені артелі з видобутку каміння, наймали на роботу місцевих селян. Кам'яні вироби з с. Луганського збувалися в такі міста як Ростов, Таганрог, Кременчук, Полтаву, Харків, Київ та і по всій Катеринославскій губернії.
На всю Луганську волость Бахмутського повіту у 1886 році:
Промисловість:
- млинів (водяних та кінських) — 114 шт.
- маслобойні — 14 шт.
- сукновальні — 3 шт.
- кузні — 16 шт.
Торгівля:
- корчма — 9 шт.
- винні склади — 3 шт.
- лавки та склади — 16шт.
У 1891 році в Церковно-приходській школі села Луганське в церковному приміщенні вчилося 72 хлопчики. У цій школі викладали священник Григорій Федоровський і псаломщик Григорій Федотов, який мав звання вчителя
Станом на 1898 рік — дворів 1061, жителів 6196, церковно-приходська та начальна школи, лікарня, 3 ярмарки, щотижневі базари, лавки.
Будівництво лікарень на єврейські пожертви було не рідкістю на межі XIX—XX ст. Лікарні призначалися для потреб всього міського населення без розділення за національністю і релігією. В той же час, нерідко благодійники-християни обумовлювали виділення грошей на будівництво лікарень «тільки для християн». Анатолій Інгберг завідував повітовою лікарнею в с. Луганському.
Земство опікувалося розбудовою дільничних лікарень у великих селах, центрах волостей. Так, у 1898 році була побудована лікарня в селі Луганське. Лікарня мала головний корпус для загальних хворих, пральню, інфекційний корпус, квартири лікаря та фельдшерів, сарай, льодовик, льох. Квартира лікаря мала 5 кімнат, кухню. Фельдшери жили у двокімнатних квартирах. У 4 палатах було по 5 ліжок, операційна мала гасове освітлення, ручне водопостачання, з устаткування була шафа з інструментами, дерев'яний операційний стіл і табурети, стерилізатори. Також лікарня мала мікроскоп, але бактеріологічні дослідження не проводилися
У інших представників нацменшин тип подвір'я запозичувався з найближчих пануючих народностей: волохи мали подвір'я, схожі з українськими або німецькими, дивлячись хто з них мешкав ближче. Але село Луганське відрізнялося, наприклад, навіть двоповерховими будинками (як у Сербії), стіни клалися з пісковику, як і тин, клуні.
У 1906 році в типолітографії М. Крамарева був надрукований «Короткий історико-географічний опис Бахмутського повіту» вчителя народного училища села Луганське Л. Гаєвого

### Поміщики села Луганське

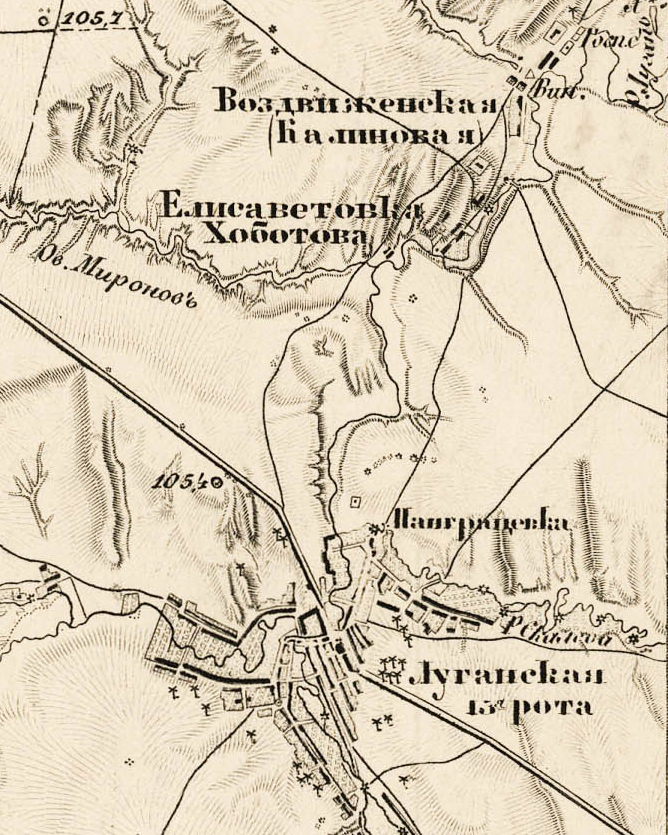
Єлизаветівка та Панграцівка 1879 рік

- Маєток (хутір) Єлизаветівка — маєток родини Смекалових. Смекалова Єлизавета Адамівна (перша дружина генерал-майора Смекалова Алексія Михайловича) була арендатором та завідуючою маєтком, в якому також були 2 водяні млини та корчма. По списку землевласників в довіднику Суворина «Вся Россия» на 1902 рік значиться Смекалови Георгій, Михаїл, Борис та Аделаіда Олексіївна, яким належало 1,845 тис. десятин землі в 3 верстах від почтового відділення Луганського та в 20 верстах від станції Дебальцево Південно-Східної залізниці. Через три роки в Луганскій волості з Смекалових землевласниками був тільки Георгій Олексійович — 912 дес. 135,5 сажен (РГИА, ф.1290, оп.6, д.36, л.140). Поруч з володіннями Смекалова були каменоломні, які тягнулись на 8 верст до хутора Скелевого. Довгі роки Георгій Олексійович Смекалов був одним із впливових земських керівників в повітовій управі. За спогадами старожилів селища Луганське, поміщик був прогресивних поглядів та старався робити багато суспільно-корисних справ. Відомо, що на хуторі Єлизаветово була земська однокласна школа. Також Смекалов захищав каменоломню Луганського сільського товариства, в якому накопичилася недостача. Вірогідно, поміщик Смекалов займав високу посаду в Бахмутській повітовій земскій управі аж до 1917 року. Маєток Єлизаветівка поміщика Георгія Смекалова було відомо своїми садами. Сам господар маєтку знався на агрономічній науці — не даром він входив в склад агрономічного відділу губернського земства. Своїм досвідом та знаннями ділився з селянами. Старожили сіл Червоний Пахар (Воздвиженка), Луганське розповідали, що частину саженців фруктових дерев безкоштовно віддавав селянам. В 1926 році на місці зруйнованого маєтку поміщика радянська влада виришила створити спочатку агротехнічну школу, а з 1929 року в селі Червоний Пахар (до 1917 року, та зараз — село Воздвиженка) почав роботу плодоовочевий технікум. З 1949 року плодові сади та технікум були затоплені у зв'язку з будівництвом Миронівської ТЕС.[25]
- Маєток (село) Панграцівка — маєток родів Панграци та Крапивних. Крапивні (Кропивні) — древній дворянський Український рід. Документальні свідчення про цей рід відомі до середини XVIII сторіччя, коли Крапивні були дворянами та поміщиками в Переяславскому повіті Полтавської губернії. Марія Іванівна Панграци — дочка поміщика села Панграцівки корнета Івана Івановича Панграци та його дружини Олександри Степанівни, стала дружиною Івана Григоровича Крапивного. Мати корнета Івана Івановича Панграци, прапорщиця Агафія Панграци (бабуся Марії Іванівни), в 1799 г. купила у поміщиці Шаховой 120 десятин землі на річці «Селеванихе» (мається на увазі річка Скельовата) поруч з селом Луганське, поселила на цій землі селян та заснувала три фруктових сади. Після її смерті маєток перейшов до сина корнета Івана Івановича Панграци, який став власником в 1808 році. Незабаром корнет Іван Панграци побудував на лівій стороні річки Скельовата панський дім, а також придбав до володіння ще землі, яка склала вже 185 десятин. В 1828 році володіти Панграцівкою стала єдина спадкоємиця померлого корнета Івана Панграци, порутчиця Марія Іванівна Крапивна. У 1860 році у неї виникла суперечка з сусідніми селянами через 3 десятини землі коло села.[26]

### Період Першої світової війни (1914—1918)
Земські діячі, інтелігенція, селяни вносили пожертви для потреб солдатів на фронті. «Народна газета Бахмутського земства» наводила такі приклади, як збирання пожертвувань у селян с. Луганське та передачу бойового коня священиком Нечипором Павленком

### Період Української революції (1917—1921)
Докладніше: Українська революція у Бахмутському повіті
Під час воєнних дій 1918–20 років влада в селі неодноразово змінювалася.

### Раній советський період (1922—1939)
Від 1923 — у складі Бахмутського (з 1924 — Артемівського) району, який підпорядковувався в 1925–30 роках Артемівській окрузі, від 1932 належить до Донецької (з 1938 — Сталінської) області. Від 1938 — отримує статус селища міського типу (смт.)
У 1922—1923 роках Бахмутський окрвиконком на основі вимог і документів вищіх організацій приймає рішення про закриття церков та вилучення церковних цінностей. Священникові у с. Луганському перед смертю викололи очі і вирвали бороду. 30 травня 1922 року були зібрані акти комісії з втрат та відсутності церковних речей за описами до 1917 року та надіслані до облюсту для притягнення до кримінальної відповідальності церковного причту. В 1922 році в Миколаївській церкві с. Луганське за описом 1882 року були відсутні 3 срібних вінця, риза та 3 ікони, а також «відсутні» 22 аркуші у описі церковного майна. У Покровській церкві за описом 1899 року були відсутні: ікона 12 святих срібна, риза, яка коштувала 30 рублів та срібне кадило. Раніше з церкви були вилучені дароносиця та хрест вагою 2 фунти срібла.
В період з 1920-30 роки — спалена та повністю зруйнована Миколаївська церква. Частина стародавніх та козацьких поховань на кладовищі знищена, хрести вивезені, на місці кладовища збудований колгоспний сарай. Знаючи, цей факт, місцеві жителі досі уникають нових поховань в центральній частині кладовища, навіть після знесення колгоспного сараю. На сільському цвинтарі у ХХI ст. зберігся лише кам'яний хрест з написом «Василь Волошин 1797»

#### Сталінські репресії
В Національному банку репресованих, складеному по виданню «Реабілітовані історією», є дані щодо сталінських репресій відносно жителів села Луганське в період з 1931 року по 1941 рік, переважно проти інтелигенції (лікарів, вчителів, священників):
- ЧАЙКОВСЬКИЙ Терентій Павлович 1896 р.н. Місце народження (регіон) — Донецька обл. с. Луганське Горлівського р-ну. Національність — українець. безпартійний. Останнє місце проживання (регіон) — Донецька обл. с. Луганське Горлівського р-ну. Останнє місце роботи, посада — робітник лікарні. Заарештований 20 вересня 1931 р. Судовою трійкою УНКВС при колегії ДПУ УРСР 19 квітня 1932 р. засуджений на 3 роки заслання у Північний край. Реабілітований у 1994 р.[29]
- ІМБЕРГ Анатолій Михайлович 1875 р.н. місце народження — Харківська обл. м. Харків, Національність — росіянин, безпартійний, вища освіта, Останнє місце проживання (регіон)- Донецька обл. с. Луганське Горлівського р-ну. Останнє місце роботи, посада — головний лікар лікарні. Заарештований 30 квітня 1933 р. Реабілітований у 1933 р.[30]
- КОЗАКОВ Михайло Онуфрійович 1892 р.н. Місце народження (регіон) — Харківська обл. с. Студенок Ізюмського р-ну. Національність — українець. безпартійний. Останнє місце проживання (регіон) — Донецька обл. с. Луганське Горлівського р-ну. Останнє місце роботи, посада — викладач школи. Заарештований 22 лютого 1933 р. Реабілітований у 1933 р.[31]
- БОНДАРЕНКО Федір Іванович 1884 р.н. Місце народження (регіон) — Херсонська обл. с. Захарівка Олександрівського р-ну. Національність — українець. безпартійний. Останнє місце проживання (регіон) — с. Луганське Горлівського р-ну. Останнє місце роботи, посада інструктор слюсарної справи у школі с. Луганське. Заарештований 2 березня 1933 р. Реабілітований у 1933 р.[32]
- ВАСИЛЬЄВ Василь Ілліч 1883 р.н. Місце народження (регіон) — с. Луганське Горлівського р-ну. Національність — українець. безпартійний. Останнє місце проживання (регіон) — с. Луганське Артемівського р-ну. Останнє місце роботи, посада — інструктор школи с. Луганське Артемівського р-ну. Заарештований 2 березня 1933 р. Реабілітований у 1933 р.[33]
- ГОЛОДНИК Прокіп Васильович 1896 р.н. Місце народження (регіон) Донецька обл. с. Луганське Горлівської р-ну. Національність — нема даних, до 1923 р. кандидат у члени ВКП(б), освіта нижча. Останнє місце проживання (регіон) — Донецька обл. с. Луганське Горлівського р-ну. Останнє місце роботи, посада — робітник радгоспу «Горлівський шахтар». Заарештований 20 серпня 1935 р. Спецколегією Донецького облсуду 26 грудня 1935 р. засуджений на 5 років ВТТ з позбавленням прав на 3 роки та конфіскацією майна. Реабілітований у 1994 р.[34]
- КУБРАК Іван Пантелеймонович 1907 р.н. Місце народження (регіон) — Київська обл. с. Березоточа Лубенського (Бориспільського) р-ну. Національність — українець. безпартійний Останнє місце проживання (регіон) — Донецька обл. с. Луганське. Останнє місце роботи, посада — завуч школи. Заарештований 29 жовтня 1937 р. Засуджений трійкою УНКВС по Донецькій обл. на 10 років ВТТ. Реабілітований у 1956 р.[35]
- БІРЮКОВ Павло Олексійович 1888 р.н. Місце народження (регіон) — Запорізька обл. с. Одріне Караневського р-ну. Національність — росіянин. безпартійний. Останнє місце проживання (регіон) — Донецька обл. с. Луганське Горлівського р-ну. Останнє місце роботи, посада — священник церкви. Заарештований 24 вересня 1937 р. Засуджений трійкою УНКВС по Донецькій обл. на 10 років ВТТ. Реабілітований у 1989 р.[36]
- АЛЬОХІН Дмитро Дмитрович 1884 р.н. Місце народження (регіон) — Донецька обл. с. Луганське Горлівського р-ну. Національність — українець. освіта середня, проживав за місцем народження. Останнє місце роботи, посада — бібліотекар. Заарештований 3 грудня 1941 р., Засуджений ВТ 74-ї сд до розстрілу. Розстріляний 19 грудня 1941 р. Реабілітований у 1994 р.[37]

Доповідною запискою РПК в ЦК КП(б)У № 53 від 21 вересня 1931 року «Про розкриття в районі „контрреволюційної“ організації» секретар РПК Д.Свирський доповідає, шо начебто на території Риковського (Єнакієвського) района в лютому 1931 року виникла «контрреволюційна» організація, головою якої є колишній член партій червоних партизан, мешканець села Луганського Горлівського району — Голодник Прокіп. Керівництво цієї організації начебто було пов'язане з інтелегенцією села Луганське — з лікарем лікарні та вчителями (вірогідно мова про — Імберга, Козакова, Бондаренко та Васильєва. 17 вересня 1931 року — частина членів цієї «організації» заарештовано.

#### Голодомор в Україні (1932—1933)
Село постраждало внаслідок геноциду українського народу, вчиненого урядом СРСР у 1932—1933 роках, кількість встановлених жертв— 314 людей.

### Період Другої світової війни (1939—1945)
Від жовтня 1941 до вересня 1943 — під німецько-фашистською окупацією. На фронтах 2-ї світової війни воювало 247 жителів, з них 156 загинули

### Період після Другої світової війни до Незалежності України (1946—1991)

#### Затоплення частини селища

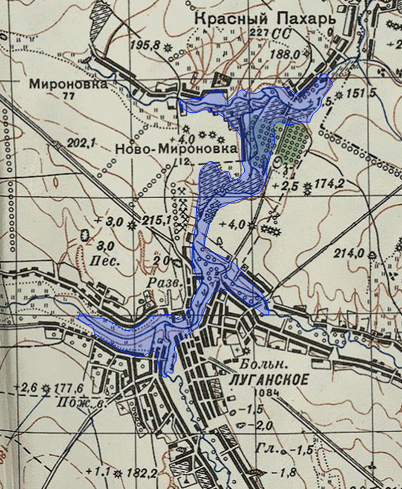
Ділянка затоплення Миронівським водосховищем селища Луганське в 1949—1953 рр. Створено співставленням топографічної карти РККА 1940 року та карти Генштабу 1991 року

Під час будівництва водосховища Миронівської ТЕС на гирлі річки Лугань в період з 1949 по 1953 рік було затоплено частину селища Луганське, частину домівок знесено через будівництво гідротехнічної споруди (каналу), а людей переселено. Також були затоплені фруктові сади створені поміщиком Георгія Смекалова, а також його маєток (Єлизаветівка), на базі якого в 1926 році був створений сільськогосподарський технікум

## Населення
У 1774 році німецький академік Гільденштедт подорожував Бахмутським повітом і детально записав поселення. За його спостереженнями, переважно всі хутори і слободи були заселені малоросіянами. За статистичними даними, наведеними Петром Лаврівим, процентне співвідношення національностей у Бахмутському повіті становило:
| Національність | Роки   | Роки   | Роки   |
| -------------- | ------ | ------ | ------ |
|                | 1745   | 1753   | 1763   |
| Українці       | 57,5 % | 75,4 % | 78,6 % |
| Росіяни        | 4,5 %  | 4,7 %  | 9,8 %  |
| Молдавани      | -      | 17,1 % | 9,9 %  |
| Інші           | -      | 2,8 %  | 1,7 %  |

Станом на 1908 рік в Луганській волості Бахмутського повіту:
| Населений пункт              | Разряд селян     | Кіл-ст дворів | Жінок | Чоловіків | Всього |
| ---------------------------- | ---------------- | ------------- | ----- | --------- | ------ |
| Луганське (15-та рота)       | колишні державні | 1362          | 4503  | 4520      | 9023   |
| Государів-Байрак             | колишні державні | 1269          | 4490  | 4501      | 8991   |
| Возвиженка                   | колишні поміщика | 84            | 343   | 345       | 688    |
| Єлизаветівка                 | колишні поміщика | 71            | 280   | 295       | 575    |
| Надеждо-Луганське (Шарковка) | колишні поміщика | 6             | 17    | 18        | 35     |

За результатами перепису населення в 1926 році, кількість мешканців села Луганське Артемівського округу складало — 6575 осіб.
За результатами перепису населення в 1939 році, кількість мешканців смт Луганське Горлівського району складало — 5057 осіб, з них по національності, росіяни — 249 осіб, українці — 4772 особи, білоруси — 1 особа, німці — 5 осіб, євреї — 10, грекі — 8 осіб, інші національності — 12 осіб.
За результатами перепису населення в 1959 році, кількість мешканців смт Луганське Дебальцівського району складало — 4958 осіб, чоловіків — 2129 осіб, жінок — 2829 осіб.
За результатами перепису населення в 1970 році, кількість мешканців смт Луганське Артемівського району складало — 5406 осіб, чоловіків — 2462 осіб, жінок — 2944 осіб.
За результатами перепису населення в 1979 році, кількість мешканців смт Луганське Артемівського району складало — 4037 осіб, чоловіків — 1812 осіб, жінок — 2225 осіб.
За результатами перепису населення в 1989 році, кількість мешканців смт Луганське Артемівського району складало — 2918 осіб, чоловіків — 1281 осіб, жінок — 1637 осіб.
За даними перепису населення 2001 року населення смт Луганське Бахмутського району становило 2612 осіб
По даним Держстату Україні станом на 2022 рік населення смт Луганське Бахмутського району складало 2140 осіб.

### Мова
Розподіл населення за рідною мовою за даними перепису 2001 року:
| Мова            | Кількість | Відсоток |
| --------------- | --------- | -------- |
| українська      | 2136      | 81.16 %  |
| російська       | 413       | 15.69 %  |
| вірменська      | 10        | 0.38 %   |
| білоруська      | 3         | 0.11 %   |
| гагаузька       | 1         | 0.04 %   |
| інші/не вказали | 69        | 2.62 %   |
| Усього          | 2632      | 100 %    |

За даними перепису 2001 року населення селища становило 2612 осіб, з них 81,78 % зазначили рідною українську мову, 15,81 % — російську, а 2,41 % — іншу.

## Релігія
- Миколаївська церква
- Покровська церква

В 1900 р. в с. Луганське була розкрита поліцією секта малопутів. Єпископ Катеринославський Агапіт (Вишневський) повідомив, що «сектанты использовали знаки Общества трезвости».
У 1912 році поліція повідомила, що в селі Луганське діяли «стефанівці» — ревнителі благочестя, послідовники монаха Суздальського Спасо-Євфиміївського монастиря Стефанія. Ця течія наближалася до сектантства. «Народна газета» Бахмутського земства звертала увагу священників, що вони подають поганий приклад «стефанівцям», коли смалять цигарки чи випивають горілку, вино. По православних приходах, «заражених сектантством», за вказівками місіонерів, їздили так звані «книгоноші», інститут яких був досить поширеним на початку ХХ століття. Книгоноші доставляли на місіонерські курси книги, брошури, допомагали священикам у роз'яснювальній роботі, вступали в диспути з сектантами

## Персоналії
- Скубко Степан Іванович (20.07.1900, Катеринославська губ., Бахмутський пов., с. Луганськ — січень 1920, під м. Боярка) — хорунжий, боєць команди бронепотяга «Стрілець» (пізніше «Вільна Україна») Армії УНР.[51]
- Ситник Володимир Михайлович (народився 1925 р. село Луганське — загинув 27.01.1945 року біля м. Будапешт) — червоноармієць, сапер-штурмовик, в 1945 році посмертно нагороджений званням Герой Радянського Союза[52][4]
- Красношапка Миколай Маркович (народився 1920 р. село Луганське — загинув 26.08.1942 року біля м. Ленінград) — сержант, командир відділення снайперів, посмертно нагороджений Орденом Леніна[53]

## Пам'ятники
- Братська могила партизанів громадянської війни, радянських воїнів і жертв фашизму 1917-20 рр.,1941-43 рр. Споруджений в 1957 році. Матеріал — Залізобетон, цегла. Розміри- Скульптура: 2,2 м, Постамент: 1,05 х 1,5×1,5 м. Категорія охорони — місцева. Номер і дата рішення про взяття на держоблік — 5.09.1973 р. № 475.[54] Скульптура похиленого солдата, через вікові руйнування, після 2010 року замінена місцевою владою чорною гранітною плитою із зображенням солдата. Місцеположення -48°26′39.5″ пн. ш. 38°15′18.8″ сх. д. / 48.444306° пн. ш. 38.255222° сх. д.
- Пам'ятник воїнам-односельчанам 1941-45 рр.(також відомий як Пам'ятник зажуреної мати). Споруджений в 1970 році. Матеріал — Залізобетон. Розміри — Скульптура: 2,5 м. Постамент: 0,7 м. Плити: 1,55×0,95 м Категорія охорони — місцева. Номер і дата рішення про взяття на держоблік — 5.09.1973 р. № 475.[54] Місцеположення -48°26′43.5″ пн. ш. 38°15′20.6″ сх. д. / 48.445417° пн. ш. 38.255722° сх. д.
- Меморіал Василю Сліпаку. Встановлений у серпні 2019 року на честь кавалера ордена «За мужність» І ст. (2016, посмертно), Героя України (2017) — Сліпака Василя Ярославовича. Проектування, виготовлення — художник Олег Ганжа, Володимир Ганжа.[55] Розташований на перехресті доріг Миронівський-Світлодарськ та Бахмут-Дебальцево М03, місцеположення — 48°26′02.3″ пн. ш. 38°16′27.2″ сх. д. / 48.433972° пн. ш. 38.274222° сх. д.. Меморіал зруйнований вандалами 28 лютого 2022 року, відновлений, знову зруйнований вандалами 7 березня 2022, відновлений 17 березня 2022, 10 липня 2022 року російські окупанти та колаборанти знищили меморіал втретє.[56]
- Пам'ятник загиблим воїнам АТО/ООС.[57]

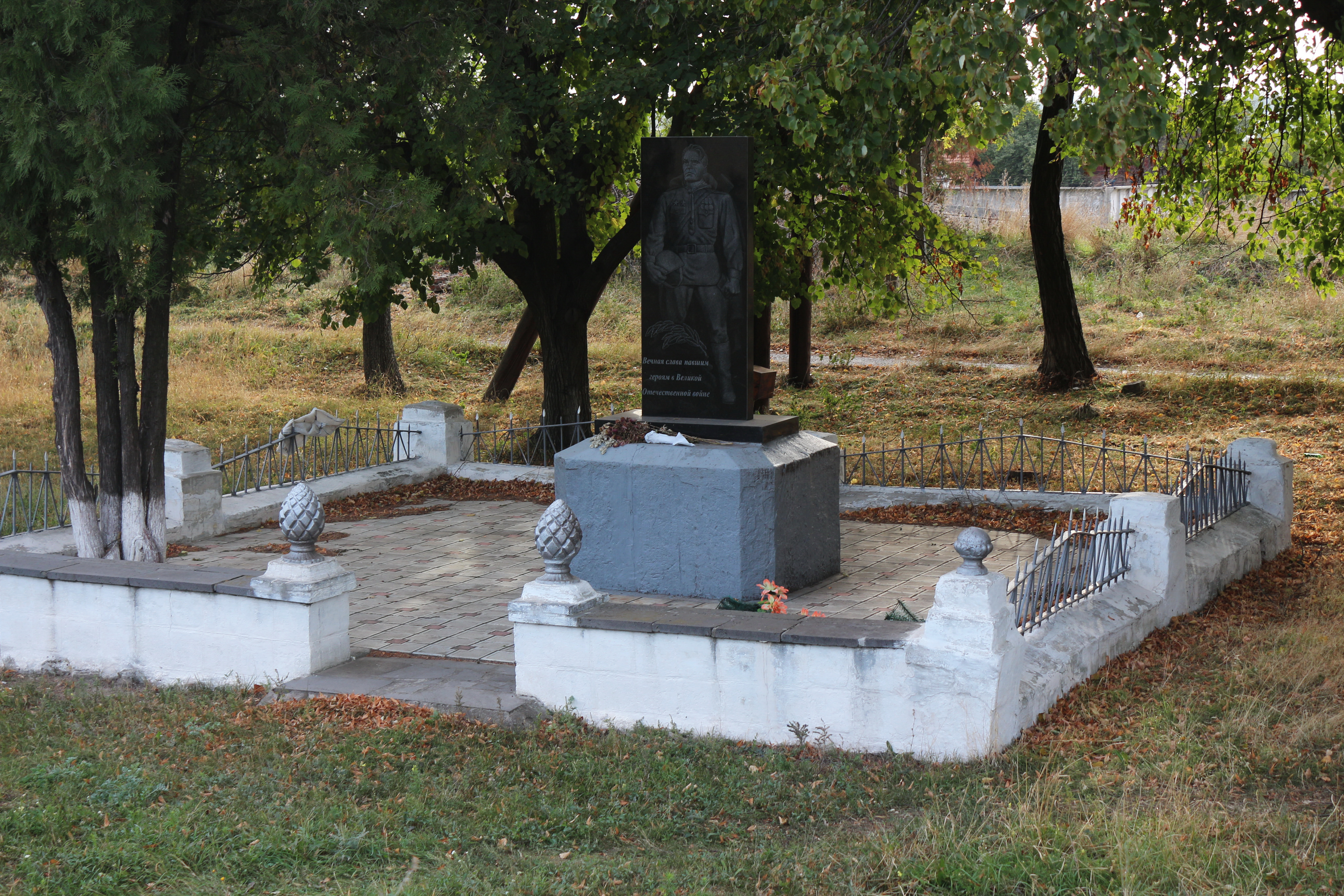
Братська могила партизанів громадянської війни, радянських воїнів і жертв фашизму (1917-20 рр.,1941-43 рр.) |  | Це фотографія пам'ятки культурної спадщини в Україні. Номер у каталозі ГО «Вікімедіа Україна»: 14-209-0013 |
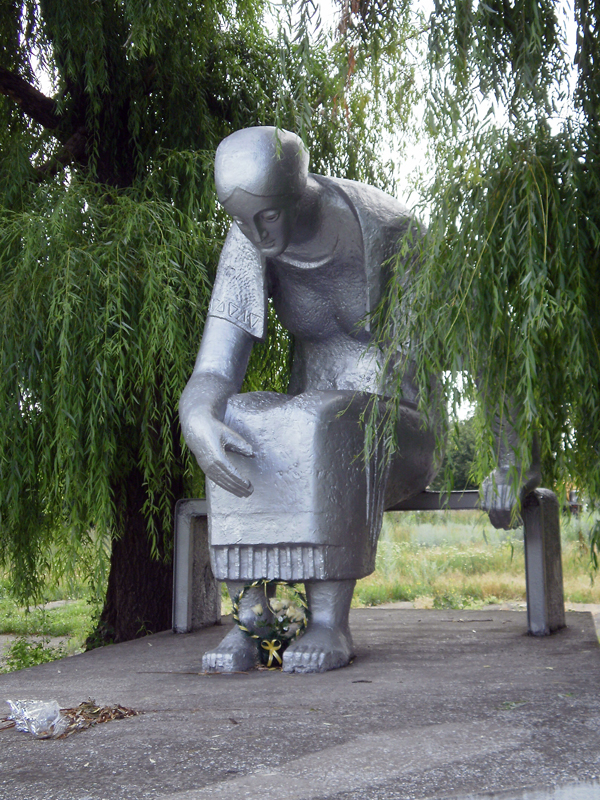
Пам’ятник воїнам-односельчанам 1941-45 рр.(Пам'ятник зажуреній матері)|  | Це фотографія пам'ятки культурної спадщини в Україні. Номер у каталозі ГО «Вікімедіа Україна»: 14-209-0073 |
Меморіал Василю Сліпаку 2016 рік
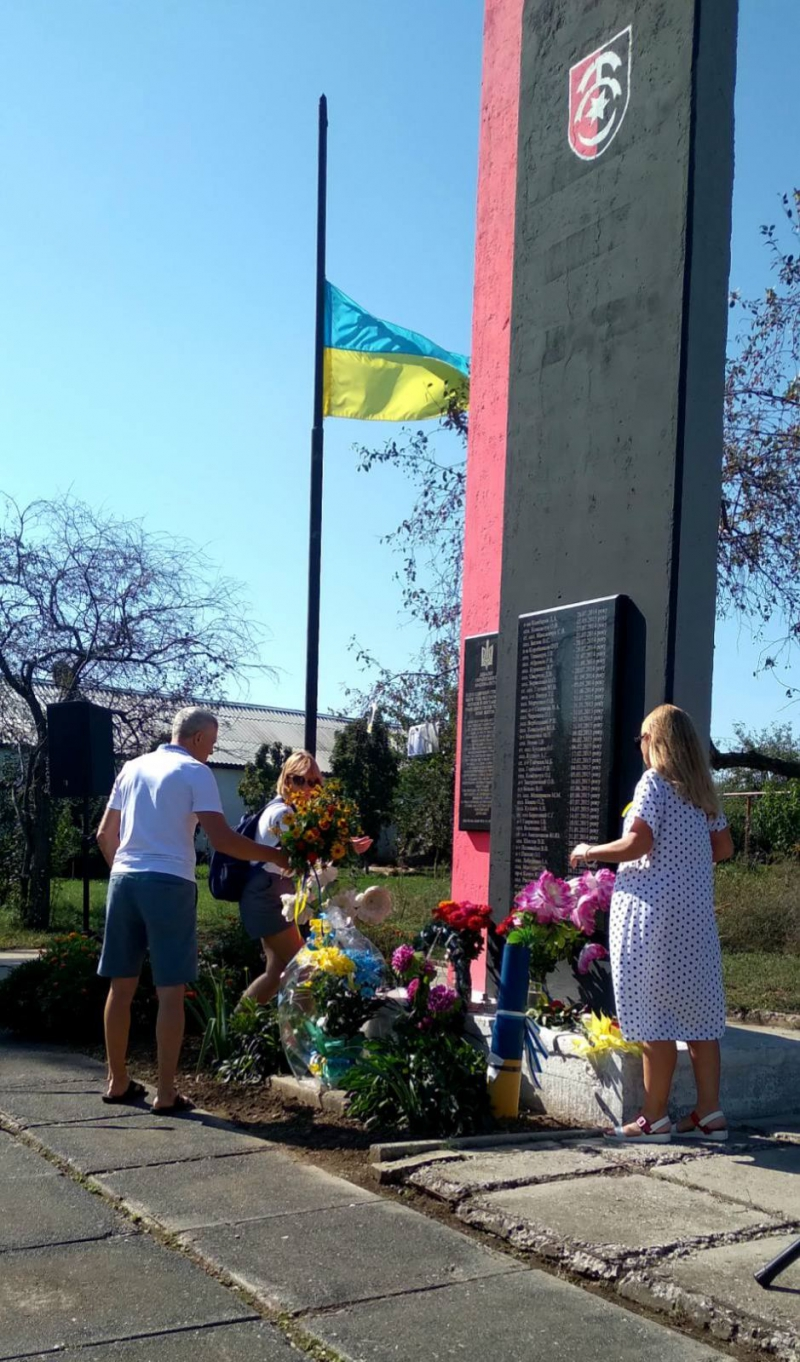
Меморіал загиблим в АТО(ООС)

## Економіка

### Колгоспи
В період колективізації в 1930 роках на адміністративній території села Луганського створені колгоспи:
- Колгосп «Жовтень» (раніше «Скелеватський»)
- Колгосп «ім. Калініна»

## Соціальна сфера

### Охорона здоров'я
- Луганська (Артемівська) міська лікарня № 6. Будівля пошкодження в результаті військових дій в 2015 році. В рамках оптимізації мережі лікувальних закладів в 2015 році діяльність лікарні припинена.
- Амбулаторія сімейної медицини (КНП ЦПСМД Бахмутської районної ради) — відкрита після капітального ремонту в 2021 році.[58]

### Освіта
- Заклад дошкільної освіти ясла-садок «Зірочка»
- Луганська загальноосвітня школа І-ІІІ ступенів

### Пошта
- Відділення Укрпошти, індекс — 84580, адреса — вул. Центральна, 9, селище Луганське, Бахмутський р-н, Донецька обл.[59]

## Перейменування вулиць
В рамках процесу декомунізації затвердженої Законом України «Про засудження комуністичного та націонал-соціалістичного тоталітарних режимів та заборону використання їх символіки», в селищі перейменовані наступні вулиці:
| Стара назва         | Нова назва      |
| ------------------- | --------------- |
| вул. Щорса          | вул. Верхня     |
| вул. Леніна         | вул. Миру       |
| вул. Совєтська      | вул. Річна      |
| вул. Октябрьська    | вул. Садова     |
| вул. Калініна       | вул. Хліборобів |
| вул. Артема         | вул. Центральна |
| вул. Чапаєва        | вул. Шкільна    |
| 2 провулок Калініна | Зелений пров.   |

| Стара назва     | Нова назва     |
| --------------- | -------------- |
| Вулиця Горького | Вулиця Соборна |

| Стара назва          | Нова назва           |
| -------------------- | -------------------- |
| Вулиця Леваневського | Вулиця Східна        |
| Вулиця Матросова     | Вулиця Геройська     |
| Вулиця Первомайська  | Вулиця Весняна       |
| Вулиця Пушкіна       | Вулиця Лесі Українки |
| Вулиця Сєвєрна       | Вулиця Північна      |
| Вулиця Больнична     | Вулиця Широка        |

## Луганська селищна рада
Луганська селищна рада діяла до утворення 12 червня 2020 року Світлодарської міської територіальної громади.